# Фриман, Дженнифер
Дже́ннифер Нико́ль Фри́ман (англ. Jennifer Nicole Freeman; род. 20 октября 1985 года) — американская актриса, наиболее известная по роли Клэр Кайл в сериале «Моя жена и дети» и роли Лии в фильме «Танцы улиц».

## Карьера
Получила известность благодаря сериалу «Моя жена и дети» (2001—2005), где со 2-го сезона играла Клэр Кайл. В 2004 году появилась в фильмах «Каникулы Джонсонов» и «Танцы улиц». В последнем играла главную роль. Появлялась в небольших ролях в сериалах «Седьмое небо», «Лиззи Магуайер» и других. Продолжает сниматься в кино и на телевидении.
В 2003 году TV Guide назвал её одной из 10 самых страстных актрис.

## Личная жизнь
Была замужем за игроком баскетболистом Эрлом Уотсоном (2009—2010). У них есть дочь Изабелла Амора Уотсон (род. 2009).

## Фильмография
| Год       |   | Русское название      | Оригинальное название   | Роль            |
| --------- | - | --------------------- | ----------------------- | --------------- |
| 2000      | ф | Визит                 | The Visit               | молодая Фелиция |
| 2000      | с | Седьмое небо          | 7th Heaven              | Джоан           |
| 2000      | с | Зажигай со Стивенсами | Even Stevens            | Хлоя            |
| 2001      | с | Лиззи Магуайер        | Lizzie McGuire          | Аликс           |
| 2001—2005 | с | Моя жена и дети       | My Wife and Kids        | Клэр Кайл       |
| 2002      | с | Всякая всячина        | All That                | фанатка         |
| 2004      | ф | Танцы улиц            | You got served          | Лия             |
| 2004      | ф | Каникулы Джонсонов    | Johnson Family Vacation | Джилл           |
| 2005      | с | Одинокие сердца       | The O.C.                | студентка       |
| 2006      | с | Один на один          | One on One              | Алисия          |
| 2007      | ф | Джада                 | Jada                    | Жасмин          |
| 2017      | ф | Правда в игре         | True to the Game        | Лита            |
| 2017      | с | Рассказы              | Tales                   | Эшли            |
| 2022      | с | Блэк Хэмптонс         | The Black Hamptons      | Кимберли        |